# La Cava
La ciudad celtibérica de La Cava está situada en el noreste de la provincia de Guadalajara, en el término municipal de Luzón, a la derecha del camino que va desde Anguita a Luzón a lo largo del cauce del río Tajuña.

## Descripción
El yacimiento se encuentra enclavado en el curso alto del río Tajuña, en el sector occidental de las Parameras de Molina, zona de elevada altitud media, cercana a los 1.200 metros, litológicamente caracterizada por el predominio de materiales mesozoicos, especialmente margas y conglomerados de arenisca.
De buena posición estratégica porque el valle da acceso natural a la cuenca del Jalón desde la Meseta Sur y es zona de contacto entre las cuencas de los ríos Tajo, Duero y Ebro.

## Estructuras defensivas
La Cava está formado por un recinto de planta más o menos rectangular, de unas 2,5 ha, rodeado de una muralla apoyada en las condiciones orográficas del terreno donde se asienta, un cerro tallado con forma de espolón por la acción erosiva de los cursos fluviales del río Tajuña y un arroyo subsidiario.
En el vértice norte y con dirección este, la muralla está realizada con sillares de gran tamaño, generalmente dispuestos a soga y tizón, aunque en algunos casos se han realizado rebajes y acodamientos en las esquinas de los bloques para mejorar su engarce.

### El foso
Para contrarrestar la vulnerabilidad que supone la llanura existente al sur del castro, se construyó un acusado terraplén mediante murallas escalonadas, rematadas por acodamientos, ante el que se extiende un foso en forma de artesa con una profundidad máxima de 2,5 m en su parte central.